# David Broza

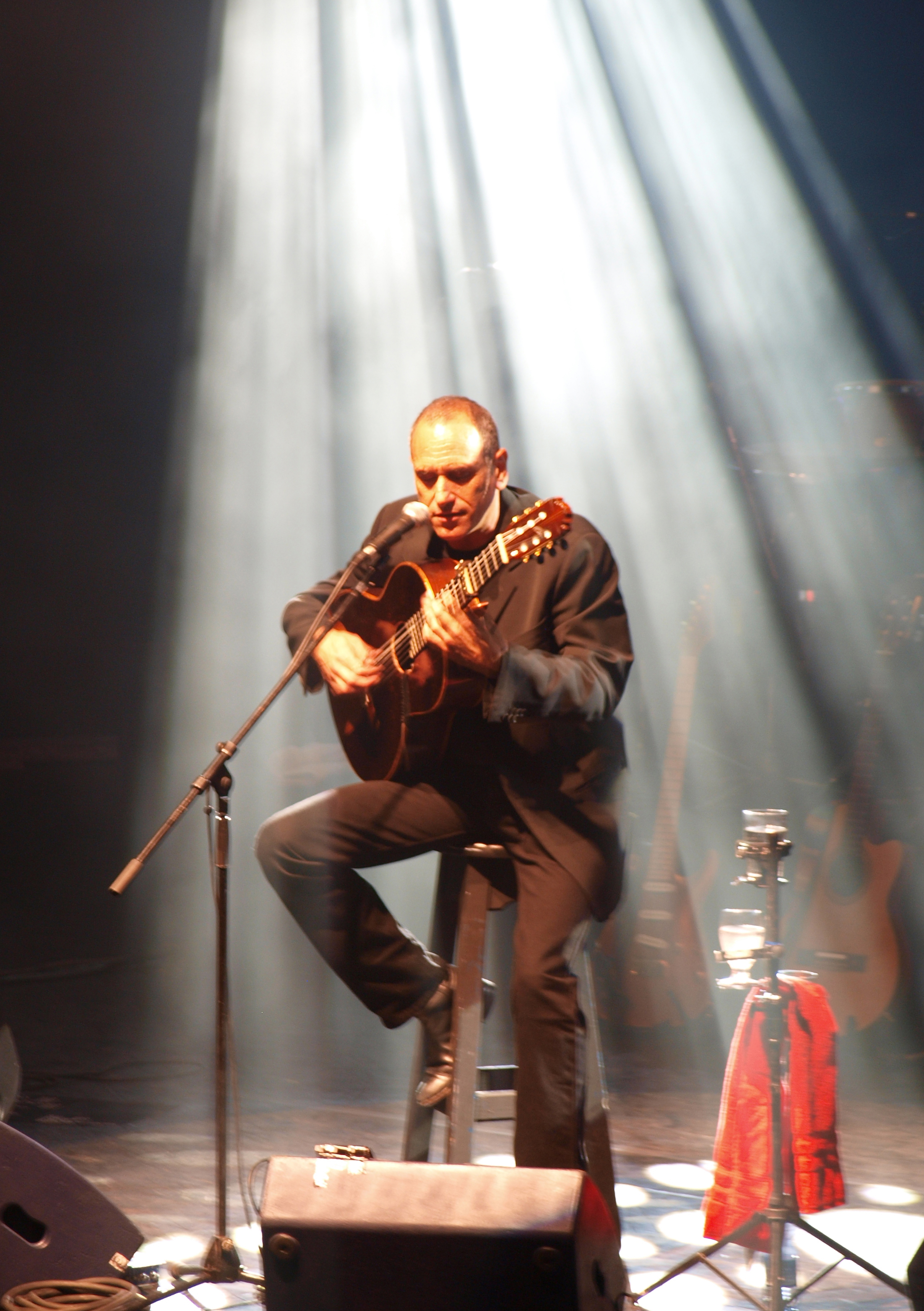
David Broza, Tel Aviv, scattata il 5 agosto 2009

David Broza (in ebraico דוד סימון ברויק ברוזה‎?; Haifa, 4 settembre 1955) è un cantante e cantautore israeliano; la sua musica mescola il pop moderno con la musica spagnola.

## Biografia
David Broza è nato ad Haifa, in Israele. Suo padre era un uomo d'affari israelo-britannico di origini ebraiche tedesche e olandesi. È cresciuto in Inghilterra e Spagna, frequentando il Runnymede College di Madrid. Il nonno di Broza, Wellesley Aron, è stato cofondatore dell'insediamento di pace arabo-israeliano Neve Shalom – Wāħat as-Salām (L'oasi della pace) e del movimento giovanile Habonim. Da giovane, David Broza voleva diventare un grafico e all'età di 17 anni vendeva i suoi quadri al Rastro, il mercatino delle pulci domenicale di Madrid. Dopo il liceo, mentre prestava servizio nelle Forze di Difesa Israeliane, iniziò a suonare la chitarra nei caffè per guadagnare qualche soldo. Alla fine gli fu offerto un contratto discografico, ma poiché sperava ancora di frequentare la Rhode Island School of Design, rifiutò. In seguito registrò una cassetta per promuovere i suoi spettacoli dal vivo.
Broza è stato sposato con Ruthie Gabison Broza per 30 anni e insieme hanno avuto tre figli, Moran, Ramon e Adam. Ha vissuto a Cresskill, nel New Jersey, per 17 anni. Attualmente risiede a Tel Aviv ed è membro della Kehilat Sinai, una sinagoga conservatrice.

## Carriera musicale
La sua musica riflette una fusione dei tre paesi in cui è cresciuto: Israele, Spagna e Inghilterra. Dal 1977, quando la sua canzone di successo “Yihye Tov” (Le cose andranno meglio) è stata trasmessa per la prima volta dalle radio, David Broza si è impegnato a promuovere un messaggio di pace. Nel 2013 Broza ha iniziato a lavorare a un nuovo progetto: riunire musicisti israeliani e palestinesi per otto giorni e otto notti per lavorare fianco a fianco in uno studio di registrazione a Gerusalemme Est. Il risultato è stato East Jerusalem West Jerusalem, una raccolta di tredici canzoni che fonde culture, lingue e stili in una potente dichiarazione sulla collaborazione e la convivenza. L'album, prodotto da Steve Earle, contiene un emozionante duetto con Wyclef Jean.
Nel 2007 un concerto a Masada ha visto Broza esibirsi con gli ospiti speciali Jackson Browne e Shawn Colvin. David Broza è apparso come ospite e ha condiviso il palco con Paul Simon, Bob Dylan, Van Morrison e altri.
Nel 2022 Broza ha iniziato a cantare al Temple Emanuel di New York il venerdì sera. Il servizio consiste in 14 preghiere musicate da Broza con l'accompagnamento di 27 musicisti e un coro. Broza ha scritto le 14 melodie in 14 giorni e le ha trasformate in un album, Tefila.
Sempre nel 2022 ha contribuito con una colonna sonora originale per chitarra al film Who Are the Marcuses?.

## Collaborazione musicale
Nel 1994 David Broza si esibì con il cantautore texano Townes Van Zandt durante un concerto Writers in the Round a Houston. Non si incontrarono mai né ebbero ulteriori contatti in seguito, eppure, quando Van Zandt morì tre anni dopo, lasciò a Broza una scatola da scarpe piena di poesie e testi inediti con la richiesta che Broza li mettesse in musica. Anni dopo, il risultato di quella storia insolita fu l'album “Night Dawn: The Unpublished Poetry of Townes Van Zandt”, pubblicato da Broza nel 2010.
Nel 2007 David Broza si esibì al suo concerto annuale Sunrise at Masada in Israele, dove collaborò con Shawn Colvin e Jackson Browne. Il concerto è stato filmato come parte di uno speciale della PBS ed è stato pubblicato nel 2014 in DVD e CD dalla Magenta Label Group.
All'inizio del 2013 Broza ha registrato alcune sessioni ai Sabreen Studios di Gerusalemme Est con una band composta da musicisti israeliani e palestinesi, tra cui Mira Awad, Shaa'nan Streett degli Hadag Nahash, il duo rap della Cisgiordania G-Town e Wyclef Jean. L'album che ne è risultato, “East Jerusalem/West Jerusalem”, prodotto da Steve Earle e Steve Greenberg, è stato pubblicato all'inizio del 2014 dalla S-Curve Records. Il già citato artista haitiano Wyclef Jean è apparso anche nella title track dell'album del 2014.

## Attivismo per la pace
Broza è stato nominato ambasciatore di buona volontà per l'UNICEF. La sua canzone “Together” (scritta insieme a Ramsey McLean) è stata la colonna sonora dei festeggiamenti per il 50° anniversario dell'UNICEF in oltre 148 paesi.

## Discografia
- La Mujer Que Yo Quiero (Spagnolo, 2023)
- Tefila (Ebraico, 2022)
- David Broza Sings Leonard Cohen (inglese, 2022)
- En Casa Limón (Chitarra strumentale, 2020)
- The Golden Ring (Ebraico, 2018)
- The Long Road (Singolo) (Inglese, 2016)
- We Are All Alike (All Tears Are Alike) (Singolo) (Ebraico, 2016)
- Andalusian Love Song (Ebraico, 2015)
- East Jerusalem / West Jerusalem (Inglese, 2014)
- Third Language (Ebraico, 2011)
- Night Dawn: The Unpublished Poetry Of Townes Van Zandt (Inglese, 2010)
- At Masada: The Sunrise Concert featuring Shawn Colvin & Jackson Browne (Inglese, 2007)
- Broza 5 (Live at Zappa Tel Aviv, 2007)
- Things Will Be Better: The Best of David Broza (JMG, 2006)
- Parking Completo (Spagnolo ed Ebraico, 2006)
- Hameitav (Best Of in Ebraico, 2004)
- Parking Completo (Spagnolo, 2004)
- Todo O Nada (Versione spagnola di All or Nothing, 2002)
- All Or Nothing (Ebraico, 2002)
- Painted Postcard (Inglese & Ebraico, 2002)
- Spanish Heart (Inglese, 2001)
- Isla Mujeres (The Women's Island), DRO East West/Warner Records Spain  (Spagnolo, 2000)
- Matchil Linshom (Starting to Breathe), Hed Artzi/RGB Records Gold (Ebraico, 1999)
- Sodot Gdolim (Big Secrets), RGB Records (Ebraico, 1995)
- Stone Doors, RGB Records (Inglese, 1994)
- Second Street, RGB Records (Inglese, 1994)
- Elements of Love, RGB Records (Ebraico, 1994)
- Masada Live, RGB Records Platinum (Ebraico, 1994)
- Time of Trains, RGB Records (Inglese, 1993)
- Neshika Gnuva (Stolen Kiss), NMC Music (Ebraico, 1991)
- First Collection, NMC Music (Ebraico, 1990)
- Away From Home, RGB Records (Inglese, 1989)
- Poets in New York (Poetas en Nueva York) (contributor, Federico García Lorca album tributo, 1986)[9]
- Broza, NMC Music (Ebraico, 1984)
- Haisha Sheiti (The Woman by My Side), NMC Music Quadruple Platinum (Ebraico, 1983)
- Klaf (ACE), NMC Music (Ebraico, 1981)
- David Broza, NMC Music (Ebraico, 1979)
- Hakeves Ha Shisha Asar (The Sixteenth Sheep), NMC Music (Ebraico, 1978)
- Sikhot Salon (Small Talk), Phohokol (Ebraico, 1977)